# الیکایی خوشحال
الیکایی خوشحال (به انگلیسی: Happy Wren) (نام علمی: Pheugopedius felix) پرنده‌ای از راستهٔ گنجشک‌سانان و تیرهٔ الیکاییان و بومی مکزیک است. زیستگاه طبیعی این پرنده جنگل‌های خشک نیمه‌گرمسیری یا گرمسیری، جنگل‌های جلگه‌ای نمناک نیمه‌گرمسیری یا گرمسیری، درختچه‌زارهای خشک نیمه‌گرمسیری یا گرمسیری یا جنگل‌های پیشین تَخریب‌شده است.